# Spintharidius
Spintharidius Simon, 1893 è un genere di ragni appartenente alla famiglia Araneidae.

## Etimologia
Il nome deriva probabilmente dal greco σπινθὴρ, spinthèr, cioè scintilla, favilla.

## Distribuzione
Le due specie oggi note di questo genere sono state rinvenute in America meridionale ed a Cuba.

## Tassonomia
Considerato sinonimo anteriore di Madrepeira Levi, 1995, a seguito di uno studio approfondito dello stesso Levi (2008c) sugli esemplari tipo di Madrepeira amazonica Levi, 1995.
Dal 2008 non sono stati esaminati esemplari di questo genere.
A dicembre 2012, si compone di due specie:
- Spintharidius rhomboidalis Simon, 1893[2] - Brasile, Perù, Bolivia, Paraguay
- Spintharidius viridis Franganillo, 1926 - Cuba

### Sinonimi
- Spintharidius amazonicus (Levi, 1995); posto in sinonimia con S. rhomboidalis Simon, 1893, a seguito di un lavoro di Levi (2008c)[1].
- Spintharidius cerinus Simon, 1893; posto in sinonimia con S. rhomboidalis Simon, 1893, a seguito di un lavoro di Levi (2008c)[1].